# 분당로
분당로(Bundang-ro)는 경기도 성남시 분당구에 있는 5.6km의 도로이다.

## 주요 경유지
경기도
- 성남시 분당구 (서현동 . 분당동)

## 노선
| 이름           | 접속 노선                        | 소재지       | 소재지       | 소재지       | 비고         |
| 동막로와직결   | 동막로와직결                     | 동막로와직결 | 동막로와직결 | 동막로와직결 | 동막로와직결 |
| -------------- | -------------------------------- | ------------ | ------------ | ------------ | ------------ |
| 서현교사거리   | 분당수서로                       | 성남시       | 분당구       | 서현동       |              |
| 서현교         |                                  | 성남시       | 분당구       | 서현동       |              |
| 분당구청사거리 | 황새울로                         | 성남시       | 분당구       | 서현동       |              |
| 서현사거리     | 성남대로                         | 성남시       | 분당구       | 서현동       |              |
| 서현삼거리     | 중앙공원로                       | 성남시       | 분당구       | 서현동       |              |
| 효자촌사거리   | 돌마로                           | 성남시       | 분당구       | 서현동       |              |
| 장안사거리     | 불정로                           | 성남시       | 분당구       | 서현동       |              |
| (이름없음)     | 예원로                           | 성남시       | 분당구       | 분당동       |              |
| 장안로사거리   | 장안로                           | 성남시       | 분당구       | 분당동       |              |
| (이름없음)     | 국가지원지방도 제57호선 (서현로) | 성남시       | 분당구       | 분당동       |              |

## 주요 시설및 건물
- 분당세무서 (분당로 23/서현동 277)
- 스타벅스 분당구청점 (분당로 43/서현동 267-3)
- 키움저축은행 분당지점 (분당로 43/서현동 267-3)
- 영풍문고 분당서현점 (분당로 55/서현동 266-2)
- 웰컴저축은행 분당서현역지점 (분당로 55/서현동 266-2)
- 맥시칸치킨 분당샛별점 (분당로 190/분당동 34)
- 처갓집 서현분당점 (분당로 212/분당동 35)
- 분당대진고등학교 (분당로 271/분당동 72)
- 한국지역난방공사 본사 (분당로 368/분당동 186)